# Ochthebius pierottii
Ochthebius pierottii är en skalbaggsart som beskrevs av Ferro 1979. Ochthebius pierottii ingår i släktet Ochthebius och familjen vattenbrynsbaggar. Inga underarter finns listade i Catalogue of Life.